# Dicranomyia (Dicranomyia) insignifica
Dicranomyia (Dicranomyia) insignifica is een tweevleugelige uit de familie steltmuggen (Limoniidae). De soort komt voor in het Neotropisch gebied.